# 統領里

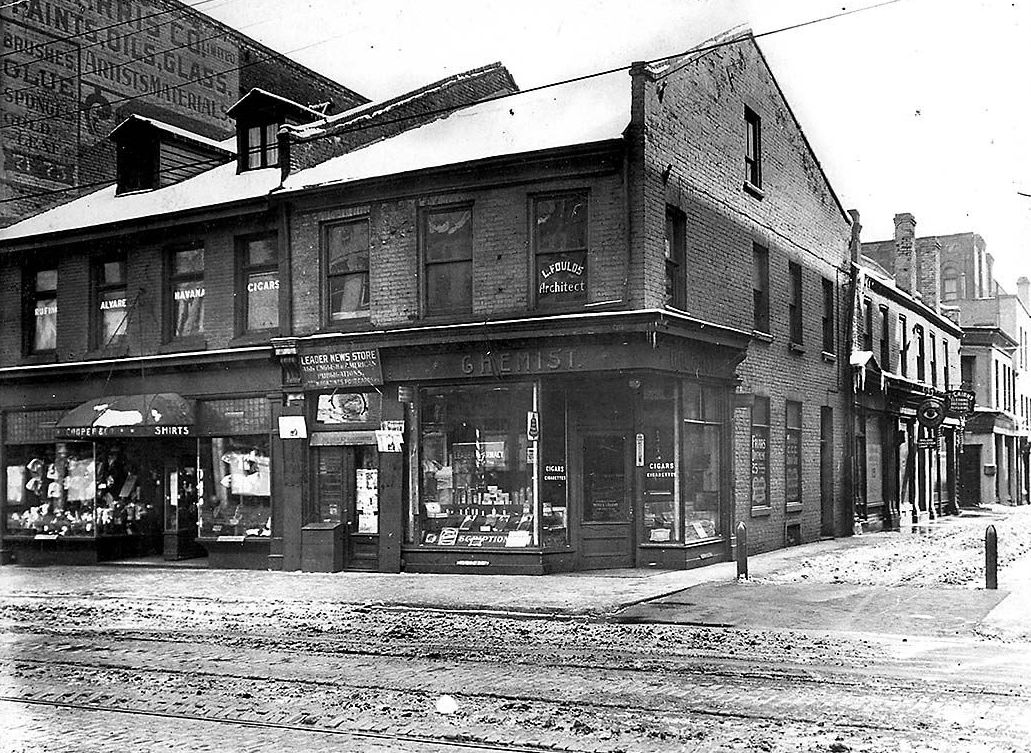
皇帝街夾統領里，约1920年

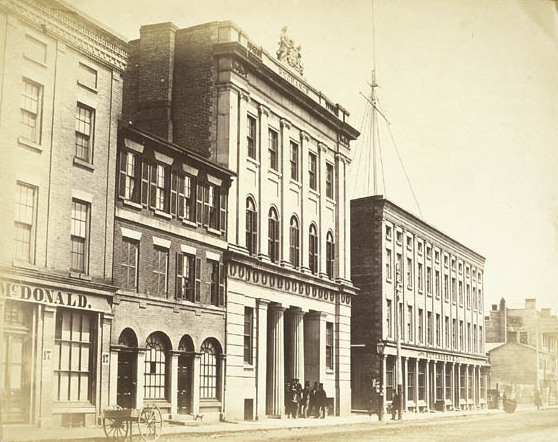
威靈頓街及統領里

統領里（英語：Leader Lane）是加拿大安大略省多倫多的一條短街。這條街道是前上加拿大約克市的一部分。它由威靈頓街（Wellington Street）延伸至皇帝街（King Street），穿過高邦街（Colborne Street）。這條街以《多倫多統領報》（Toronto Leader）命名為統領里（Leader's Lane）。（1952年至1878年間，該報社位於該處。）
它是約克第一座監獄及絞刑刑場的所在地。最初的監獄是一座建於1796年的木屋，位於高邦街的拐角處，早已被拆除，但街上仍保留著數座有着100多年歷史的建築物。